# ساندرو ماموکلاشویلی
ساندرو ماموکلاشویلی (گرجی: ალექსანდრე "სანდრო" მამუკელაშვილი؛ زادهٔ ۲۳ مهٔ ۱۹۹۹) بازیکن بسکتبال اهل گرجستان است.